# L'arte e l'altro dall'arte. Saggi di estetica e di critica
L'arte e l'altro dall'arte è una raccolta di saggi di argomento filosofico e artistico scritti da Emilio Garroni fra il 1996 e il 2001.

## Edizioni
- Emilio Garroni, L'arte e l'altro dall'arte, Collana: Biblioteca di Cultura Moderna, Laterza, 2003,  p. 262, ISBN 978-88-420-6855-6.